# August De Schryver

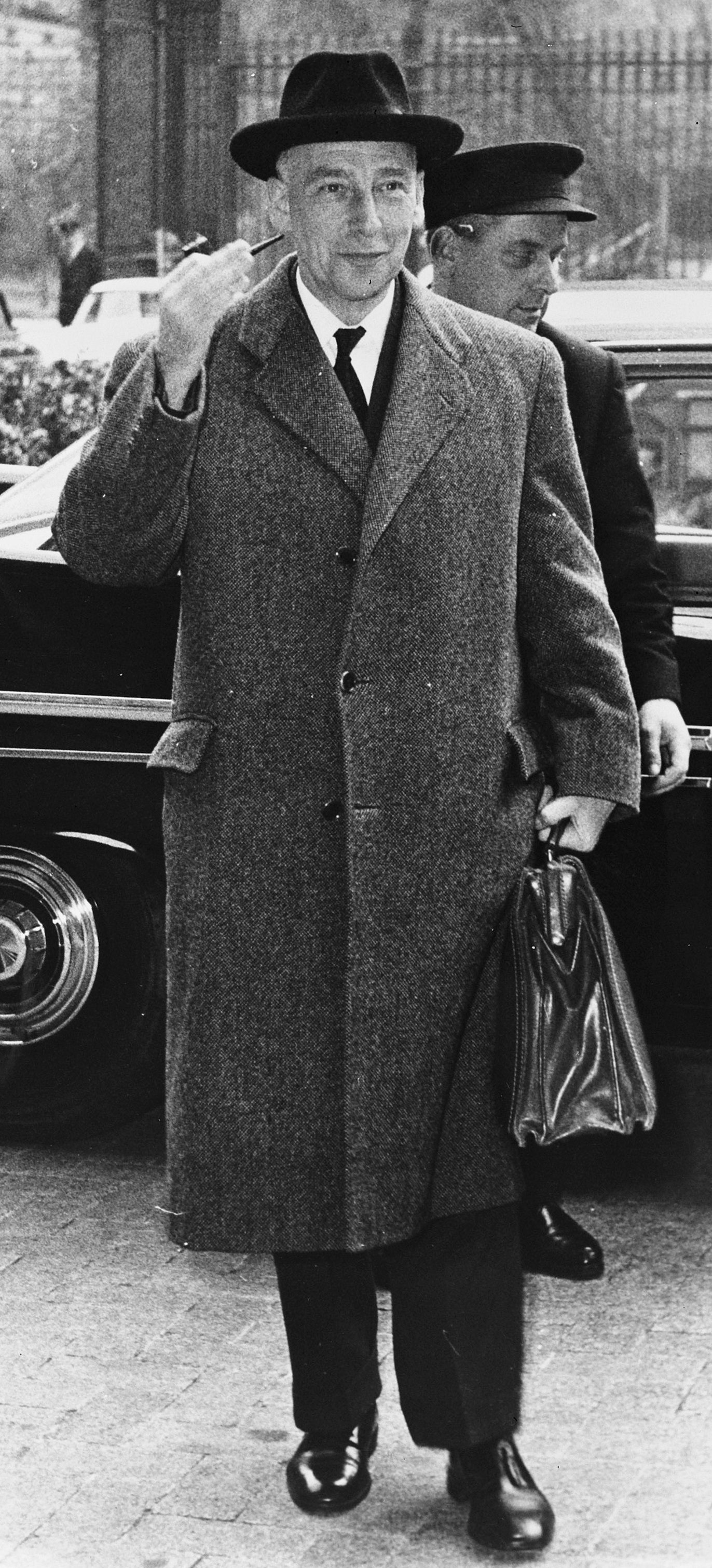
August de Schryver in 1959

Augustus Edmondus Sylvanus (August) De Schryver (Gent, 16 mei 1898 - aldaar, 5 maart 1991) was een Belgisch politicus en minister van staat.

## Biografie
August-Edmond De Schryver werd geboren in het ouderlijk huis te Gent, de Tweebruggenstraat, nr. 2. Zijn vader, August-Octaaf de Schryver (1848-1915) stamde uit een Eeklose handelaars- en nijveraarsfamilie en zette de wolververij van zijn vader voort, aangevuld met appretuur van stoffen, een koperketelmakerij en enkele tuinbouwactiviteiten (heidegrond). Zijn moeder, Alice Block (1876-1961), was de dochter van de Gentbrugse nijveraar Lieven Edmond Block, die bijna twintig jaar burgemeester was in die gemeente, verkozen op een gematigd liberale lijst.
August-Edmond, de oudste van een gezin van vijf jongens, waarvan één jong gestorven, en twee meisjes, liep school in het Sint-Barbaracollege te Gent. Tijdens de Eerste Wereldoorlog werd hij naar Engeland gezonden, waar hij zijn studies in een tijdelijk jezuïetencollege voortzette en zich in 1916 meldde als oorlogsvrijwilliger. De Schryver werd onderofficier in de artillerie.
Na de Wapenstilstand studeerde hij in 1921 aan de Gentse Rijksuniversiteit af in de Rechten en de Politieke en Sociale Wetenschappen. Tijdens zijn studies was hij van 1919 tot 1920 preses van het Katholiek Vlaams Hoogstudentenverbond. Hij vestigde zich in zijn geboortestad als advocaat bij het Hof van Beroep, wat hij was van 1921 tot 1956, en werd er bestuurslid van de Vlaamse Conferentie bij de Balie. Na zijn huwelijk met de ondernemersdochter Maria Scheerders uit Sint-Niklaas zou hij de rest van zijn leven beheerder blijven van het daar gevestigde familiebedrijf, de onderneming in bouwmaterialen Scheerders-Van Kerchove’s Verenigde Fabrieken. Het echtpaar De Schryver-Scheerders kreeg tien kinderen.
De Schryver onderhield als maatschappelijk en religieus bewogen advocaat nauwe banden met het Vlaamse, sociale en religieus-kerkelijke verenigingsleven in Gent. Hij was actief in de scoutsbeweging en trad vaak op als spreker en raadgever in de christelijke arbeidersorganisaties van het ACW. In Gentbrugge was hij de voorzitter van de afdeling van het Verbond der Vlaamse Oud-strijders. In diverse takken van de franciscaanse lekenbeweging dook zijn naam op. Die maatschappelijke activiteiten vormden de opstap naar een lange politieke loopbaan.
De Schryver was van 1928 tot 1965 lid van de Kamer van volksvertegenwoordigers voor het arrondissement Gent-Eeklo; vanaf 1931 was hij secretaris en van 1938 tot 1940 voorzitter van de Katholieke Vlaamsche Kamergroep. Hij oefende ook verscheidene ministeriële functies uit. Hij was van 1935 tot 1936 minister van Landbouw, van 1936 tot 1937 minister van Binnenlandse Zaken en in 1939 korte tijd minister van Justitie. Dat was in een politiek turbulente periode waarin hij zich profileerde als pleitbezorger van het Vlaamse eentaligheidstreven via de taalwetten en als verdediger van de parlementaire democratie. In de katholieke partij streefde hij, onder andere als secretaris van de Katholieke Unie, een functie die hij uitoefende van 1933 tot 1935, naar meer cohesie en een modernisering van deze formatie. Als voorzitter van de Vlaamse Katholieke Jonge Wachters, wat hij was van 1928 tot 1934, trachtte hij een jonge generatie opnieuw bij de werking van die partij te betrekken.
In de jaren 1930 belichaamde De Schryver steeds meer zijn eigen politieke ideaal; hijzelf vormde een illustratie van wat hij onder de Vlaamse ontvoogding verstond. Hij was een fijnbesnaarde, aristocratische verschijning, hoog opgeleid en gecultiveerd; hij kon zich door zijn savoir vivre en als polyglot bewegen in de hoogste kringen. Op professioneel vlak was hij als bedrijfsleider en advocaat “geslaagd”. In de politiek was hij er in het Gentse, onder andere als katholiek lijsttrekker in november 1932, in geslaagd het behoudende en Franstalige element uit de machtsposities in zijn partij weg te drukken.
Op nationaal vlak participeerde hij aan de macht, ook op terreinen als Justitie, Economische en Buitenlandse Zaken die traditioneel waren voorbehouden voor een Franstalige, vaak vrijzinnige topgroep. Hij was een exponent en een spreekbuis van een aankomende Vlaams-katholieke elite waarvoor plaats werd ingeruimd in de Belgische staat; die laatste entiteit hoefde voor hem niet te verdwijnen zoals de Vlaams-nationalisten dat eisten, maar vormde juist het kader waarin de Vlaamse emancipatie kon worden voltooid.
In 1940 volgde De Schryver de overleden Gustaaf Sap op als minister van Economische Zaken. In mei van dat jaar volgde hij de regering naar Frankrijk. De Schryver zat daar als minister lange tijd onder huisarrest onder het Vichy-regime samen met enkele andere Belgische ministers. De Schryver wist echter in 1942 met een vervalst paspoort via Spanje en Portugal naar Engeland te ontsnappen en vervoegde zich bij de Belgische regering in ballingschap, dit is het in september 1940 gevormde oorlogskabinet van de vier naar Londen overgekomen ministers. Zijn lange verblijf in Frankrijk lokte in die Belgische politieke milieus in Londen een scherpe discussie uit over zijn ministerieel statuut. Hij werd belast met zendingen in de Verenigde Staten. Uiteindelijk ontving hij in april 1943 de portefeuille Binnenlandse Zaken in de regering in Londen. Hij speelde een sleutelrol in de voorbereiding van de naoorlogse periode: de hervatting van het normale constitutionele bestel, burgerlijk bestuur en gerecht en de repressie en epuratie.
Na de bevrijding was hij minister zonder portefeuille in de regering-Pierlot VI en de regering-Pierlot VII en leidde hij in april-juni 1945 de Belgische delegatie bij de VN-stichtingsconferentie in San Francisco. Namens België ondertekende hij er op 26 juni 1945 het VN-Handvest.
In augustus 1945 was De Schryver medestichter van de CVP/PSC waarvan hij tot 1949 voorzitter bleef. Hij spande zich in om de standenpartij om te vormen tot een moderne en verjongde volkspartij, een evolutie waarvan hij zich in de jaren 1930 al een overtuigd voorstander had getoond. Ook al suggereert het overgeleverde portret van CVP-voorzitter De Schryver dat, toch slaagde die er niet steeds in tegenover taaie gevestigde belangen de hervormingen door te drukken. Mee om politieke opportuniteitsredenen behielden de standen een vinger in de pap; van een reële deconfessionalisering was geen sprake. De Schryver realiseerde in 1947 wel zijn droom van een rooms-rode coalitie, het kabinet Spaak-Eyskens; hij trad eerst op als vroedvrouw van dit kabinet en vervolgens twee jaar als zijn schoonmoeder. Gezien hun progressief sociaal programma en grote representativiteit waren CVP en BSP in zijn ogen natuurlijke bondgenoten.
In zijn hoedanigheid van CVP-voorzitter, maar ook nadien van prominent Kamerlid, trad De Schryver op als een spilfiguur in de grote ideologische botsingen; de Koningskwestie en de Schoolstrijd. De Schryver speelde een belangrijke bemiddelende rol tijdens de Koningskwestie en was volgens insiders een van de politici die voorkwam dat België in een burgeroorlog verzeilde.
Onder andere als vooraanstaand lid van de Kamercommissie Buitenlandse Zaken droeg hij bij tot de uittekening en legitimering van het buitenlands beleid, de Europese integratie en Atlantische samenwerking. Steeds was hij nauw betrokken bij het voorzichtige aanpassingsproces van de grondwet. De Schryver was geen politiek spoortrekker of vernieuwer; zijn naam geraakte niet verbonden aan een opvallend wetgevend initiatief. Wel toonde hij zich een exponent van een gematigde en dialoogbereide strekking in zijn partij die het vergelijk met de tegenstrever verkoos boven een in zijn ogen heilloze en regimebedreigende escalatie op ideologisch en communautair vlak. Het eervolle agreement onder gentlemen vormde voor hem het summum van het democratische streven. In een land met een hoge conflictpotentialiteit op sociaal, ideologisch en communautair vlak droeg hij door zijn pragmatische en verzoenende stijl bij tot de stabiliteit en de legitimiteit van de instellingen. Via zijn vele informateurschappen en via informeel overleg met geestesgenoten als Paul-Henri Spaak, Achille Van Acker, Antoon Spinoy, Gaston Eyskens en Paul-Willem Segers wist hij politieke twisten te bezweren en kregen “werkelijke” problemen als de sociaaleconomische expansie, de veiligheid en het begrotingsbeheer voorrang. Om zijn belangrijke bijdrage in topberaden en rondetafelconferenties tot de politieke pacificatie na 1945 kan men hem terecht, en zoals Gaston Eyskens dat deed in zijn memoires, bestempelen als een groot politicus uit de Belgische geschiedenis, als een staatsman van Belgisch formaat. De Schryvers benoeming in juli 1948 tot minister van Staat had die status al bezegeld.
Van 1950 tot 1959 nam De Schryver het voorzitterschap waar van de Nouvelles Equipes Internationales, de “internationale” van Europese christendemocratische partijen. Zijn vele contacten en zijn diplomatische stijl droegen bij tot het naar elkaar groeien van christendemocratische leiders en groepen. Hierdoor werd de basis gelegd voor de latere Europese Volkspartij (EVP).
Als laatste Kongominister boekte De Schryver in 1959-1960 met zijn behoedzame en op dialoog gerichte aanpak geen succes, ook omdat hij en zijn collega’s te veel oog hadden voor de vrijwaring van de Belgische belangen in een onafhankelijk Kongo. Hij werd, onder andere tijdens de Belgo-Congolese rondetafelconferentie over Congo in februari 1960, geconfronteerd met een radicaal zwart nationalisme dat erin slaagde een dekolonisatiescenario op te dringen. De Congolese onafhankelijkheid liep uit op een fiasco, op bestuurlijk-administratieve chaos, politieke instabiliteit en vele zwarte doden. Het zou nochtans allerminst correct zijn de afloop van het dekolonisatiebeleid volledig in de schoenen te schuiven van de verantwoordelijke minister. Die droeg de erfenis van een decennialang nalatig koloniaal beleid. Op het ogenblik van zijn aantreden restte hem nauwelijks nog een alternatief voor een overijlde, weinig voorbereide onafhankelijkheid.
Tijdens de laatste jaren van zijn Kamermandaat onderschatte De Schryver de scherpte van de communautaire breuklijn. Zijn pacificatietechnieken, beproefd in een klimaat van ideologische tweespalt, hadden minder vat op de scherpe communautaire problematiek. De geschiedenis achterhaalde deels zijn aanpak. De bestaande elite had nood aan een aflossing met elementen die een verregaande federalisering in goede banen konden leiden, die konden omspringen met de splitsing van de grote partijen en met een deels hertekend politiek landschap. In 1965 zegde De Schryver de politiek vaarwel. Wel nam hij, vanuit de maatschappelijke en religieuze inspiratie die hem in zijn gehele politieke loopbaan had gedreven, verantwoordelijke functies op in de katholieke vredesbeweging Pax Christi, in vluchtelingenorganisaties, in derdewereldverenigingen en ontwikkelingsorganisaties, onder andere het NCOS, en in kerkelijke en sociale initiatieven. Een tijdlang was hij lid van de Inrichtende Macht van de K.U. Leuven. Als voorzitter van het Benelux-Stimuleringscollege, een functie die hij uitoefende van 1969 tot 1974, moest hij mee het economisch integratieproces van de drie landen bevorderen.
De Schryver bleef een veelgevraagd spreker over de meest uiteenlopende politiek-maatschappelijke thema’s. Journalisten en onderzoekers vonden in de jaren 1970-1980 hun weg naar een bevoorrechte - en een der laatste - getuige van de politieke gebeurtenissen van voor 1950 (tot ver terug in het Interbellum). A.E. De Schryver overleed, ruim één jaar na zijn echtgenote, in Gent op 5 maart 1991.
Het rijke persoonlijke archief van De Schryver wordt bewaard in het KADOC te Leuven en werd er ontsloten via een (gepubliceerde) inventaris. In het CegeSoma (Brussel) bevinden zich een aantal dossiers over de Tweede Wereldoorlog. Het Letterenhuis (Antwerpen) bewaart bundels inzake de Vlaamse actie van De Schryver.
Van zijn tien kinderen huwde de tweede dochter An met Leo Van Cauwelaert, de jongste zoon van Frans Van Cauwelaert en de vierde dochter Godelieve met Marcel Storme. Zijn zoon Reginald was historicus en hoogleraar.
Na zijn dood werd De Schryver bijgezet in het familiegraf van Belsele, bij zijn schoonvader Leon Scheerders van Kerchove.

## Publicaties
- August de Schryver. Oorlogsdagboeken 1940-1942. Met een inleiding en commentaar over de Belgische ministers in Frankrijk en Londen door Herman Van Goethem, Tielt, 1998.